# Красная заря (клуб по хоккею с мячом)
«Кра́сная заря́» — клуб по хоккею с мячом из Санкт-Петербурга. Прекратил существование в 2001 году.

## История
Команда была создана в 1930 году при государственном телефонном заводе «Красная заря».
В 1936 году впервые приняла участие в чемпионате СССР. В том же году команда заняла второе место на чемпионате ВЦСПС, уступив команде Кировского завода, также из Ленинграда. Далее до Великой Отечественной войны играла в первенстве Ленинграда.
С 1950 по 1958 год выступала в чемпионате СССР. В 1950 году стала четвёртой. В 1968 году стала чемпионом города и бронзовым призёром чемпионата РСФСР, получив право на участие во второй группе чемпионата СССР, где (с перерывом в 1971—1972 годах) выступала до 1992 года.
В 1993 году, после расширения чемпионата России, оказалась в высшей лиге. В 1995 году опустилась во вторую. В 1996—2001 годах выступала в первой лиге, после чего была передана Балтийской строительной компании и преобразована в хоккейный клуб БСК.